# 豐原客運谷關站
豐原客運谷關站位於台中市和平區東關路一段111號，為台中市至谷關的客運場站，並有往台中市區、朝馬、高鐵台中站、豐原、東勢、上谷關、梨山、八仙山森林遊樂區的班車。

## 服務路線

### 台中市公車[1]
| 路線編碼 | 營運路線                                   | 備註                                              |
| 153      | 高鐵臺中站－谷關                           | -                                                 |
| 153副    | 新市政中心－谷關                           | -                                                 |
| 153延    | 高鐵臺中站－八仙山森林遊樂區               | -                                                 |
| 207      | 豐原－谷關                                 | 經東勢                                            |
| 266      | 東勢－谷關                                 | 經龍安、豐埔產業道路、松鶴部落                    |
| 266繞1   | 東勢－裡冷部落－哈崙台部落－谷關           | 經龍安、豐埔產業道路、松鶴部落                    |
| 266繞2   | 東勢－白冷國小－裡冷部落－哈崙台部落－谷關 | 經龍安、豐埔產業道路、松鶴部落                    |
| 267      | 東勢－上台電                               | -                                                 |
| 269      | 谷關－八仙山森林遊樂區                     | -                                                 |
| 850      | 臺中車站－谷關                             | 不經石岡站、東勢站                                |
| 865      | 豐原－梨山                                 | 經中橫臨37便道 谷關梨山區間採預約乘車，不開放站票 |
| 865區    | 谷關－梨山                                 | 經中橫臨37便道 本路線採預約乘車，不開放站票       |